# 138P/Шумейкеров — Леви
Комета Шумейкеров — Леви 7 (138P/Shoemaker-Levy) — слабая короткопериодическая комета семейства Юпитера, которая была обнаружена 13 ноября 1991 года американскими астрономами Кэролин и Юджин Шумейкер, а также Дэвидом Леви с помощью 0,46-м телескопа системы Шмидта Паломарской обсерватории. Она была описана как диффузный объект 16,5 m звёздной величины с центральной конденсацией. Комета обладает довольно коротким периодом обращения вокруг Солнца — чуть более 6,9 лет.

Орбита кометы Шумейкеров — Леви 7 и её положение в Солнечной системе

К 25 ноября Дэниэлом Э. Грином была рассчитана первая параболическая орбита, согласно которой прохождение перигелия произошло 15 сентября 1991 года на расстоянии 1,23 а. е. от Солнца. А к 5 декабря британский астроном Брайан Марсден на основании более поздних наблюдений рассчитал и эллиптическую орбиту, которая доказывала короткопериодический характер кометы. Согласно этим расчётам комета прошла перигелий 27 октября на расстояние 1,63 а. е. и имела период обращения 6,73 года.
Комета была восстановлена 25 июля 1998 года американским астрономом Джеймсом Скотти в обсерватории Китт-Пик в виде диффузного объекта 20,7 m звёздной величины, комой в 6 " угловых секунд в поперечнике и небольшим хвостом 0,5 ' угловой минуты. Текущие позиции кометы указывали, что прогноз требовал корректировки всего на -0,7 суток. В последующие свои появления 2005, 2012 и 2019 годов её магнитуда также оставалась очень слабой и едва достигала двадцатой звёздной величины.

## Сближения с планетами
В течение XX и XXI веков комета лишь однажды подходила к Юпитеру на расстоянии менее 1 а. е.
- 0,91 а. е. от Юпитера 23 декабря 2030 года.